# Príncipe de Espanha

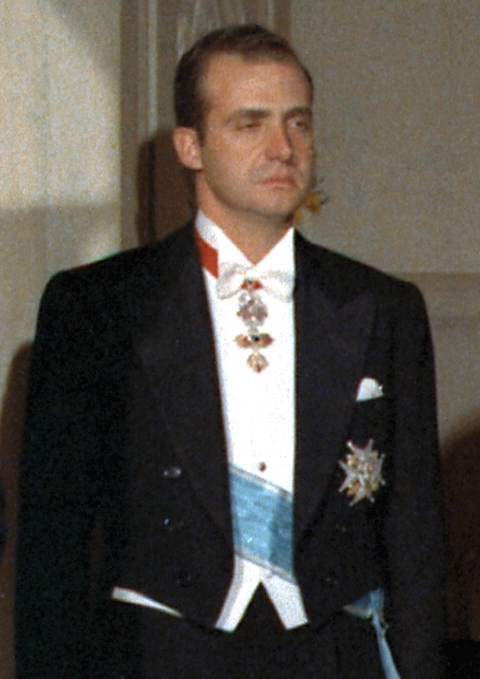
Juan Carlos de Borbón, Príncipe de Espanha, em 1971.

Príncipe de Espanha (em castelhano:  Príncipe de España) foi o título criado em 22 de julho de 1969, designado pela lei que proclamou Juan Carlos de Borbón como sucessor de Francisco Franco. Juan Carlos manteve o título até 22 de novembro de 1975, quando tornou-se Rei da Espanha após a morte de Franco. A única pessoa a ter este título foi Juan Carlos; o título atribuído ao herdeiro do trono espanhol desde então tem sido o de Príncipe das Astúrias.
Ao título foi associado o estilo de Sua Alteza Real e as honras militares de Capitão-General do exército espanhol. Os desenhos do brasão de armas e da bandeira real foram regulamentados pelo decreto de 22 de abril de 1971 para o uso pessoal do Príncipe de Espanha.

## Galeria

Brasão de Armas do Príncipe de Espanha
Bandeira do Príncipe de Espanha